# Travni Dol
Travni Dol – wieś w Słowenii, w gminie miejskiej Novo mesto. W 2018 roku liczyła 10 mieszkańców. 